# 초심리학

초기의 초심리학 연구는 가능한 텔레파시 통신의 테스트 환경에서 제너 카드를 이용하였다.

초심리학(超心理學; 영어: parapsychology)은 초감각적 지각, 염력, 죽음 후의 의식의 생존을 비롯한 초상현상(超常現象) 사건을 연구하는 학문이다. 초심리학자들은 이러한 과정들을 psi라 부른다. psi는 심리과정을 수반하지 않는 서술적인 표현을 위해 고안된 용어이다.
초심리학 연구는 전 세계 일부 대학과 개인 투자 연구소에서 수행되는 연구실 연구, 현지 조사와 같은 다양한 방식을 동반한다. 비록 지난 여러 해에 비해 오늘날 초심리학 연구를 활발하게 지원하는 대학교는 거의 없지만 말이다. 이러한 연구는 전문적인 초심리학 출판물을 통해 출판되지만 더 적은 수의 초심리학 연구 문건들이 주류 정기 간행물에 나타나기도 한다. 초심리학을 통해 수행되는 실험들은 난수 발생기(random number generator)를 사용하여 정신력행사의 증거를 시험해 왔고, 감각 상실의 겐즈펠드 실험을 사용하여 초감각적 지각을 시험해왔으며 미국 정부와의 계약 하에 수행되는 여러 연구 시도를 통해 리모트 뷰잉의 가능성을 탐구해왔다.
초심리학은 미국과학진흥회가 적법한 과학 분야로 인정하고 있긴 하지만 활동 중인 초심리학자들은 과학자들이 이러한 연구를 받아들이는 데 어려움이 있다는 데 뜻을 모으고 있으며 과학을 가르치는 사람들과 과학자들은 이 주제를 의사 과학이라고 부르고 있다. 레이 하이먼, 스탠리 크리프너, 제임스 앨코크와 같은 과학자들은 초심리학에 쓰인 방식들과 이를 통해 얻은 결과들 모두 비평해 왔으며 수많은 초심리학자들이 제공하는 변칙적인 설명이 아닌 방법론적인 결함들이 명백한 실험의 성공을 위한 최상의 설명을 제공한다고 이야기한다.
이제까지 과학 커뮤니티는 초상현상의 존재에 대한 증거를 받아들이지 않고 있으며 초심리학에서 주장하는 것들은 의사 과학으로 취급하고 있다.

## 더 읽어보기
- Broughton, Richard S. (1992). 《Parapsychology》. Ballantine Books. 다음 글자 무시됨: ‘ISBN 0-345-37958-6’ (도움말)
- Holzer, Hans Ph.D. Parapsychologist, Author: The Supernatural: Explaining the Unexplained Publisher: Franklin Lakes, NJ: New Page Books, 2003.
- Houran, James (2001). 《Hauntings and Poltergeists: Multidisciplinary Perspectives》. McFarland & Company. 330 pages쪽. ISBN 0786409843.
- Irwin, Harvey J.; Watt, Caroline A. (2007). 《An Introduction to Parapsychology》. McFarland & Company. 320쪽. ISBN 978-0786430598.
- Melton, J. Gordon (1996). 《Encyclopedia of Occultism & Parapsychology》. Gale Group. ISBN 978-0810394872.
- Radin, Dean (2006). 《Entangled Minds: Extrasensory Experiences in a Quantum Reality》. Paraview Pocket Books. 368쪽. ISBN 978-1416516774.
- Randi, James (June 1982). 《Flim-Flam! Psychics, ESP, Unicorns, and Other Delusions》. Prometheus Books. 342쪽. ISBN 0-345-40946-9.
- Randi, James; Arthur C. Clarke (1997). 《An Encyclopedia of Claims, Frauds, and Hoaxes of the Occult and Supernatural》. St. Martin's Griffin. 336쪽. ISBN 0-312-15119-5.
- Sagan, Carl; Ann Druyan (1997). 《The Demon-Haunted World: Science as a Candle in the Dark》. Ballantine Books. 349쪽. ISBN 0-345-40946-9.
- Shepard, Leslie (2000). 《Encyclopedia of Occultism and Parapsychology》. Thomson Gale. 1939 pages쪽. ISBN 978-0-8103-8570-2.
- Wiseman, Richard; Caroline A. Watt (2005). 《Parapsychology (International Library of Psychology)》. Ashgate Publishing. 501 pages쪽. ISBN 978-0-7546-2450-9.